# 小行星2495
小行星2495（2495 Noviomagum）是一颗围绕太阳公转的小行星。1960年10月17日，C. J. 万·豪敦、I. 万·豪敦-格勒内费尔德、T. 赫雷爾斯在帕洛马山发现了此天体。
該小行星以荷蘭城市奈梅亨的拉丁語命名。
这颗小行星的绝对星等为136.2760222666081等。